# فريدريك بيترز
فريدريك بيترز (بالإنجليزية: Frederick Peters)‏ هو ممثل أمريكي، ولد في 30 يونيو 1884 في الولايات المتحدة، وتوفي في 23 أبريل 1963 بهوليوود في الولايات المتحدة.

## وصلات خارجية
- فريدريك بيترز على موقع IMDb (الإنجليزية)
- فريدريك بيترز على موقع ألو سيني (الفرنسية)
- فريدريك بيترز على موقع أول موفي (الإنجليزية)
- فريدريك بيترز على موقع قاعدة بيانات الأفلام السويدية (السويدية)
- فريدريك بيترز على موقع قاعدة بيانات الفيلم (الإنجليزية)
- فريدريك بيترز على موقع كينوبويسك (الروسية)